# Honey, this mirror isn't big enough for the two of us
«Honey, this mirror isn't big enough for the two of us» (en español, «Cariño, este espejo no es lo suficientemente grande para nosotros dos») es el segundo sencillo lanzado por la banda My Chemical Romance de su primer álbum, I brought you my bullets, you brought me your love. Igual siendo esta la segunda canción del disco. 
La canción trata sobre el uso de las drogas, reflexionando sobre los problemas de alcoholismo del vocalista. 
En la historia conceptual del disco, la relación de los dos protagonistas está rota y se separan, y salen de su ciudad natal. Alcanzó el lugar n.º 182 en el UK Singles Chart.

## Vídeo musical
El vídeo se grabó junto con el disco I brought you my bullets, you brought me your love, en 2002 y solo se podía obtener por Internet. El video no fue lanzado hasta el 23 de septiembre de 2005 cuando My Chemical Romance relanzó el álbum junto a un disco adicional de Eyeball Records.
El vídeo fue dirigido por Marc Debiak. Es muy similar a la película Audition, dirigida por Takashi Miike. El ajuste que usa la banda en el clip es muy similar al vídeo «Buried myself alive» de la banda The Used. 
En el vídeo se puede ver a un hombre haciendo entrevistas para buscar un talento, y muchas jovencitas que le muestran lo que pueden hacer, como baile, contorsionismo, etc. Queda con una de ellas, que en la entrevista parecía muy tímida. Toman una copa y luego van a la casa de él. Una vez allí, se ve cómo él flirtea con ella, hasta que se van a la habitación. Al día siguiente, él despierta solo, y cree que ella se ha ido. Se va, y al volver a casa toma una copa de licor. Entonces cae al suelo (la copa podría estar envenenada) y la chica aparece entre las sombras. Se pone unos guantes, y le inyecta un líquido, tal vez una droga, en la lengua (aunque esto no se ve gráficamente, se ve el pie del hombre moviéndose desesperadamente). Después, le mutila con agujas los ojos y el pecho, como venganza por haberla utilizado. Luego le mete en un saco de tela, y el vídeo termina con ella mirando al espejo, y el saco moviéndose detrás de ella.

## Lista de canciones
1. «Honey, this mirror isn't big enough for the two of us»
2. «This is the best day ever»